# Dyckia tenebrosa
Dyckia tenebrosa är en gräsväxtart som beskrevs av Elton Martinez Carvalho Leme och Hans Edmund Luther. Dyckia tenebrosa ingår i släktet Dyckia och familjen Bromeliaceae. Inga underarter finns listade i Catalogue of Life.